# بنية بروتين رابعية

هو عدد وترتيب وحدات فرعية متعددة من البروتينات المطوية في مركب متعدد الوحدات. ويشمل منظمات من dimers بسيطة إلى homooligomers كبيرة والمجمعات مع عدد محدد أو متغير من الوحدات الفرعية. كما يمكن أن يشير إلى معقدات جزيئية حيوية من البروتينات ذات الأحماض النووية والعوامل المساعدة الأخرى.

## الوصف والامثلة
العديد من البروتينات هي في الواقع مجموعة من سلاسل متعددة البيبتيد. يشير التركيب الرباعي إلى عدد وترتيب الوحدات الفرعية للبروتين فيما يتعلق ببعضها البعض. تشمل أمثلة البروتينات ذات البنية الرباعية الهيموجلوبين، بوليميراز الدنا، وقنوات الأيونات. 
تسمى الانزيمات المكونة من وحدات فرعية ذات وظائف متنوعة في بعض الأحيان بزوايا هلالية، والتي قد تعرف بعض الأجزاء بأنها وحدات فرعية تنظيمية، ويعرف الجزء الوظيفي باسم الوحدة الفرعية الحفازة. جمعيات أخرى يشار إليها بدلا من ذلك كما مجمعات متعددة البروتوكولات تمتلك أيضا بنية رباعية. وتشمل الأمثلة: ميكروتثبول والجسيم النؤؤي. يمكن أن تحدث التغييرات في البنية الرباعية من خلال التغييرات التوافقية داخل الوحدات الفرعية الفردية أو من خلال إعادة توجيه الوحدات الفرعية بالنسبة لبعضها البعض. من خلال هذه التغييرات، التي تكمن وراء التعاونية والتخضير في الإنزيمات «المتعددة»، تخضع العديد من البروتينات للقوانين وتؤدي وظيفتها الفسيولوجية.
يتبع التعريف المذكور أعلاه منهجًا كلاسيكيًا للكيمياء الحيوية، تم إنشاؤه في أوقات كان من الصعب فيها التمييز بين البروتين ووحدة وظيفية للبروتينات. وفي الآونة الأخيرة، يشير الناس إلى تفاعل البروتينات والبروتينات عند مناقشة البنية الرباعية للبروتينات والنظر في جميع تجمعات البروتين كمجمعات بروتينية. 

## تسمية
يتم وصف عدد الوحدات الفرعية في مجمع الاوليغمر باستخدام الأسماء التي تنتهي (in-mer).يتم استخدام الأسماء الرسمية واللاتينية اليونانية للأشكال العشرة الأولى ويمكن استخدامها في ما يصل إلى عشرين وحدة فرعية، في حين يوصف عادة المجمعات ذات الترتيب الأعلى بواسطة عدد الوحدات الفرعية، متبوعة ب meric.
| - 1 = monomer/subunit - 2 = dimer - 3 = trimer - 4 = tetramer - 5 = pentamer - 6 = hexamer | - 7 = heptamer - 8 = octamer - 9 = nonamer - 10 = decamer - 11 = undecamer - 12 = dodecamer | - 13 = tridecamer - 14 = tetradecamer - 15 = pentadecamer* - 16 = hexadecamer - 17 = heptadecamer* - 18 = octadecamer | - 19 = nonadecamer - 20 = eicosamer - 21-mer - 22-mer - 23-mer* - etc. |

على الرغم من أنه نادراً ما تتم ملاحظة وجود مجمعات أعلى من مثمنة الأوكتامير في معظم البروتينات، إلا أن هناك بعض الاستثناءات المهمة. غالباً ما تتكون القبعات الفيروسية من مضاعفات 60 بروتين. تم العثور على عدة أجهزة جزيئية في الخلية، مثل البروتيزوم (أربع حلقات heptameric = 28 وحدة فرعية)، ومجمع النسخ و spliceosome. ربما يكون الريبوسوم هو أكبر آلة جزيئية، ويتكون من العديد من جزيئات الرنا والبروتين.
في بعض الحالات، تشكل البروتينات مجمعات ثم تتجمع في مجمعات أكبر. في مثل هذه الحالات، يستخدم المرء التسمية، على سبيل المثال، "dimer of dimers" أو "trimer of dimers"، ليقترح أن المجمع قد ينفصل إلى مجمعات فرعية أصغر قبل الانفصال إلى مونومرات. 

## التحديد
يمكن تحديد بنية البروتين الرباعي باستخدام مجموعة متنوعة من التقنيات التجريبية التي تتطلب عينة من البروتين في مجموعة متنوعة من الظروف التجريبية. غالبًا ما تقدم التجارب تقديراً لكتلة البروتين الأصلي، بالإضافة إلى معرفة الكتل و / أو رياضيات العناصر في الوحدات الفرعية، تسمح بتنبؤ البنية الرباعية بدقة محددة. ليس من الممكن دائمًا الحصول على تحديد دقيق لتكوين الوحدة الفرعية لعدة أسباب.. 
يمكن تحديد عدد الوحدات الفرعية في مجمع البروتين في كثير من الأحيان عن طريق قياس الحجم الجزيئي الهيدروديناميكي أو كتلة المركب السليم، والذي يتطلب شروط الحل الأصلي. بالنسبة للبروتينات المطوية، يمكن استنتاج الكتلة من حجمها باستخدام الحجم الجزئي المحدد البالغ 0.73 مل / غ. ومع ذلك، فإن قياسات الحجم أقل تأكدًا من القياسات الجماعية، حيث يبدو أن البروتينات غير المجمعة لها حجم أكبر بكثير من البروتينات المطوية. هناك حاجة لتجارب إضافية لتحديد ما إذا كان البروتين مكشوفًا أم أنه قد كوّن أوليغومير.

## تنبؤ
.تم تطوير بعض أساليب المعلوماتية الحيوية للتنبؤ بالخصائص البنيوية الرباعية لل proteروتينات بناءً على معلومات تسلسلها باستخدام أنماط مختلفة من تكوين الأحماض الأمينية الزائفة (انظر، على سبيل المثال، refs.).

### القياس الشامل المباشر للمجمعات السليمة
- الترسيب الفائق التحليلي
- مطياف الكتلة الكهربائيه
- مطياف الكتلة الطيفية MSIA

### قياس حجم مباشر من المجمعات سليمة
- تشتت ضوء ثابت
- حجم استبعاد اللوني (يتطلب المعايرة)
- التداخل المزدوج الاستقطاب

### قياس حجم غير مباشر من المجمعات سليمة
- ترسيب فائق السرعة التحليلي (يقيس ثابت الانتشار الانتقالي)
- تشتت الضوء الديناميكي (يقيس ثابت الانتشار الانتقالي)
- رنين مغناطيسي نووي بروتين نابض التدرج (يقيس ثابت الانتشار الانتقالي)
- الاستقطاب مضان (يقيس ثابت نشر الدوران)
- استرخاء العزل الكهربائي (يقيس ثابت انتشار الدوران)
- التداخل ثنائي الاستقطاب (يقيس حجم المجمع وكثافته)

إن الطرائق التي تقيس الكتلة أو الحجم في ظل ظروف تتكشف (مثل مطياف الكتلة MALDI-TOF و SDS-PAGE) لا تكون مفيدة بشكل عام، لأن الظروف غير الأصلية عادة ما تتسبب في فصل المركب إلى مونومرات. ومع ذلك، قد تكون هذه قابلة للتطبيق في بعض الأحيان. على سبيل المثال، قد يقوم المجرب بتطبيق SDS-PAGE بعد المعالجة الأولى للمركب السليم مع الكواشف الكيميائية عبر الوصلة. 

## تفاعلات البروتين البروتين
البروتينات قادرة على تشكيل مجمعات ضيقة جدا. على سبيل المثال، يرتبط مثبط ريبونوكلياز بـ ريبونوكليز A مع ثابت تفكك 20 ميلاً تقريبًا. تطورت بروتينات أخرى لتربط بشكل خاص الشقوق غير العادية على بروتين آخر، على سبيل المثال، مجموعات البيوتين (avidin)، tyrosines phosphorylated (نطاقات SH2) أو قطاعات غنية بالبرولين (مجالات SH3).